# 下管镇
下管镇，中国浙江省绍兴市上虞市下辖的一个镇。

## 辖区
该镇辖有：	东里村、芦山村、联新桥村、新民村、振新村、洙凤村、新庄村、兴南村、管梁村、下燕村、